# Демулен, Камиль
Люси́ Семпли́с Ками́ль Бенуа́ Демуле́н (фр. Lucie-Simplice-Camille-Benoît Desmoulins; 2 марта 1760, Гюиз — 5 апреля 1794, Париж) — французский адвокат, журналист и революционер. Инициатор похода на Бастилию 14 июля 1789 года, положившего начало Великой французской революции. Один из лидеров кордельеров. Казнён в период террора.

## Биография
Образование получил в парижском лицее Людовика Великого, где был одноклассником и товарищем Максимилиана Робеспьера и проникся уважением к античному республиканскому духу.
В 1785 году стал адвокатом при парламенте. Несмотря на явное заикание, был прекрасным оратором и писателем.
12 июля 1789 года, когда известие об отставке Неккера вызвало волнение в Париже, Демулен обратился в Пале-Рояле к толпе, призывая её к оружию; он первый прикрепил к своей шляпе в виде кокарды зелёный лист с дерева (цвет надежды). Этот призыв дал первый толчок к разрушению Бастилии.
В трактате La France libre («Свободная Франция»), изданном во второй половине июля 1789 года и помеченном «первым годом свободы», Демулен требовал провозглашения республики.
С осени 1789 до июля 1791 года Демулен издавал собрание зажигательных памфлетов под заглавием Les Révolutions de France et de Brabant («Революции Франции и Брабанта»).

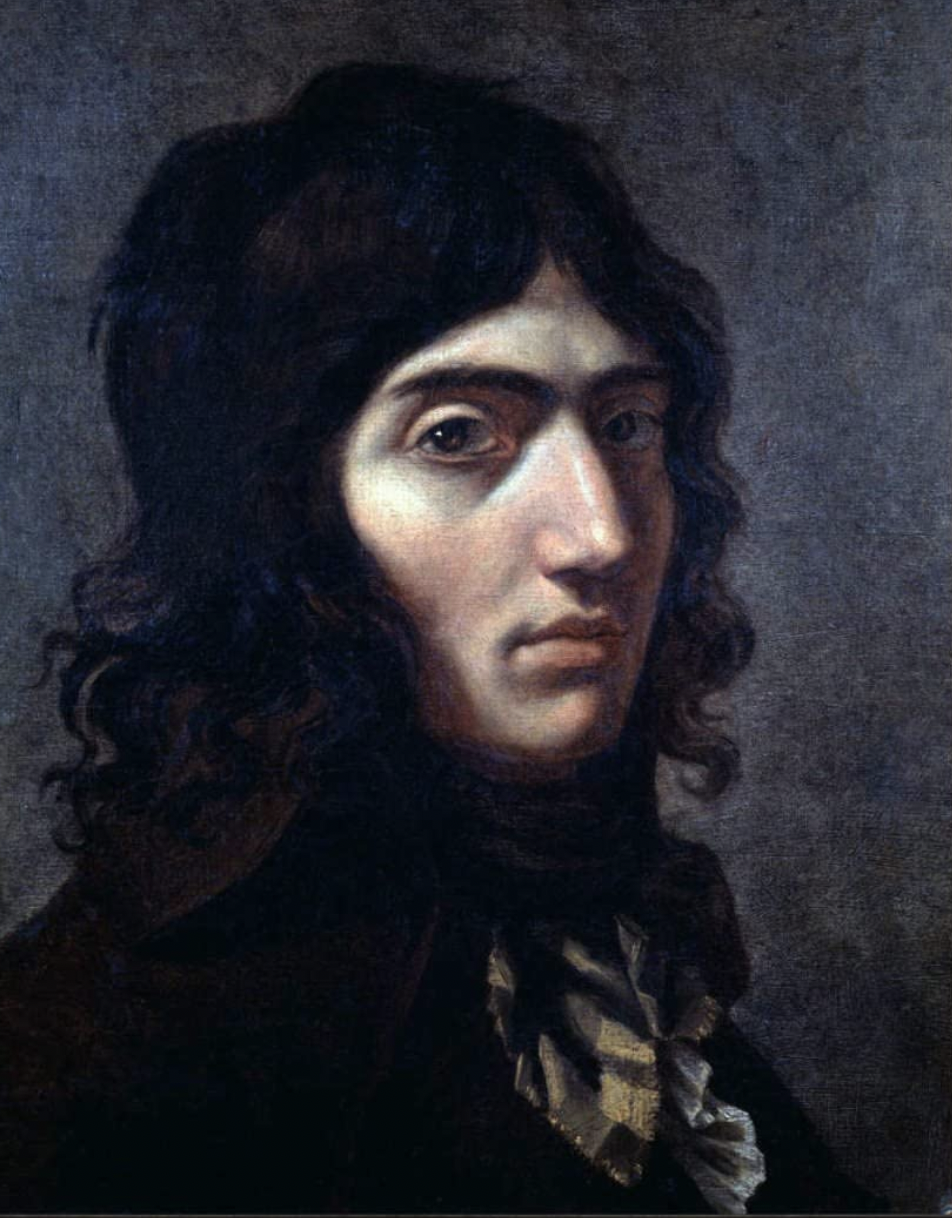
Камиль Демулен кисти Жозефа Бозе (1790)

29 декабря 1790 года женился на Люсиль Ларидон-Дюплесси; свидетелями регистрации брака были, в частности, Робеспьер, Петион, Бриссо и Луи-Себастьян Мерсье.
Став основателем клуба кордельеров, Демулен лично руководил предместьями и занял место секретаря при министре юстиции Дантоне.
В звании депутата от города Парижа Демулен принадлежал в конвенте к партии Горы, но не играл влиятельной роли вследствие излишней доверчивости и неустойчивости, с которой он поочерёдно следовал за всеми вождями революции, от Мирабо и до Робеспьера.
На процессе Людовика XVI стоял за казнь короля; в памфлете Fragment de l’histoire de la Révolution («Отрывок из истории Революции») клеветой содействовал гибели жирондистов; во время борьбы Комитета общественного спасения против эбертистов, в декабре 1793 года Демулен стал издавать журнал Le Vieux Cordelier («Старый кордельер»), где начал призывать к милосердию; тогда Робеспьер перестал поддерживать его. Демулен был осуждён революционным трибуналом и казнён вместе с Дантоном.
Его жену, Люсиль Демулен, гильотинировали через неделю — 13 апреля 1794 года.
Демулен был масоном и входил в масонскую ложу «Девять Сестёр».

## В культуре
Демулен стал одним из центральных персонажей романа Хилари Мантел «Сердце бури».
Кино
- «Наполеон» (немой, Франция, 1927) — Робер Видален[фр.]
- «Дантон[англ.]» (1931) — Густав фон Вангенхайм
- «Дантон» (1982) — Патрис Шеро
- «Французская революция» (1989) — Франсуа Клюзе
- «Джефферсон в Париже» (1995) — Венсан Кассель
- «Шарлотта Корде» (Франция, 2007) — Рафаэль Персонна
- «1789.Любовники Бастилии» (мюзикл, Франция, 2012) — Rod Janois